# Fethija-Moschee

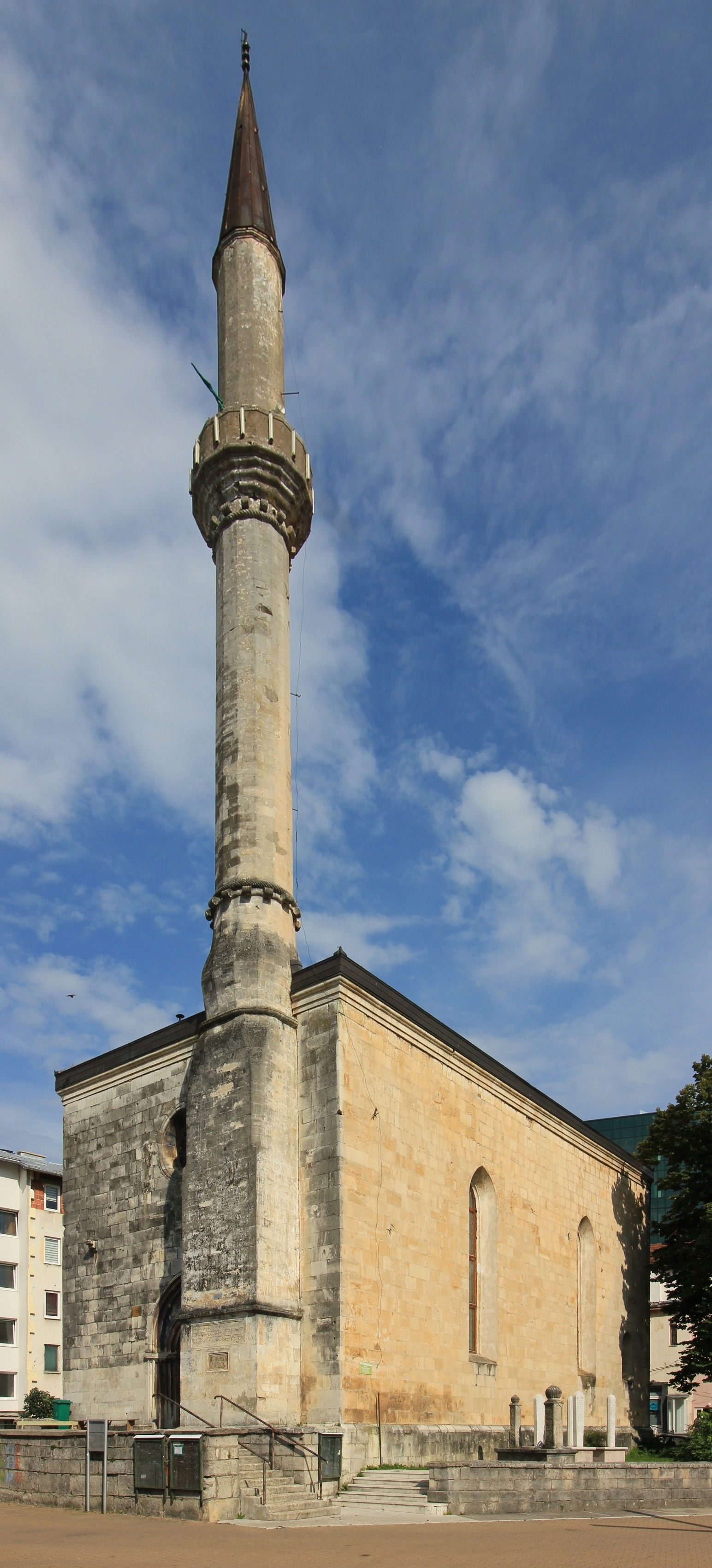
Fethija-Moschee in Bihać

Die Fethija-Moschee (bosnisch Džamija Fethija) oder Moschee der Eroberung ist eine Moschee in der Stadt Bihać in Bosnien und Herzegowina, die aus der ehemaligen katholischen Kirche Hl. Antonius von Padua (kroatisch crkva svetog Antuna Padovanskog) entstand. Es ist eines der ältesten erhaltenen Gotteshäuser in Bosnien und Herzegowina und eines der wenigen Beispiele von Moscheen in Europa, die aus gotischen Kirchen entstanden sind.
Das Steingebäude wurde im 13. und 14. Jahrhundert als katholische Kirche im gotischen Stil errichtet und war dem heiligen Antonius von Padua geweiht; neben ihr befand sich ein Dominikanerkloster, das 1266 in einer Urkunde kroatischer Adelsherren erwähnt wurde. Das Bauwerk hatte einen achteckigen Glockenturm, ein hohes Dach und fein dekorierte Räume. Nachdem die osmanischen Türken 1592 gewaltsam in Bihać eindrangen, wurde die Umwandlung aller Kirchen in Moscheen angeordnet. Der osmanische Armeekommandeur von Bihać, Hassan Pascha Predojewitsch, machte aus der St.-Antonius-Kirche die Hauptmoschee der Stadt mit dem Namen „Moschee der Eroberung“. Neben einigen Umgestaltungen vor allem an den Fenstern blieb die gotische Fensterrose erhalten. Eine Inschrift auf Osmanisch am Sockel des neu errichteten Minaretts erzählt die Baugeschichte der heutigen Fethija-Moschee.